# Nikonos
Nikonos är en serie systemkameror avsedd för undervattensbruk som tillverkades av Nikon mellan 1963 och 2001.
Sex huvudsakliga modeller av Nikonos producerades: (I) från 1963 till 1969, II 1968-1976, III 1975-1983, IV-A 1980-1984, V 1984-2001 samt RS 1992-1996.

## Bilder

De sex Nikonos-modellerna
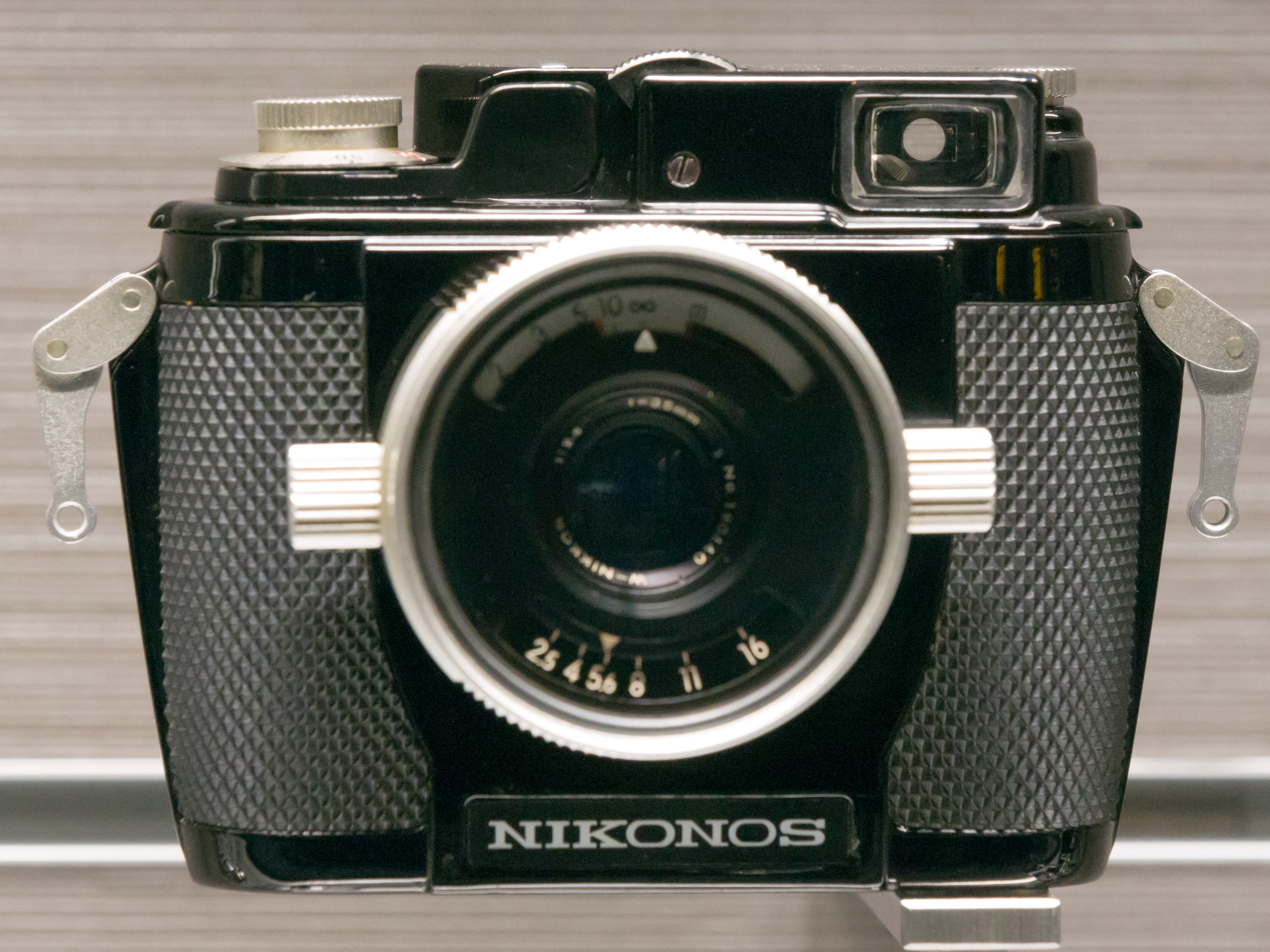
Nikonos (I)
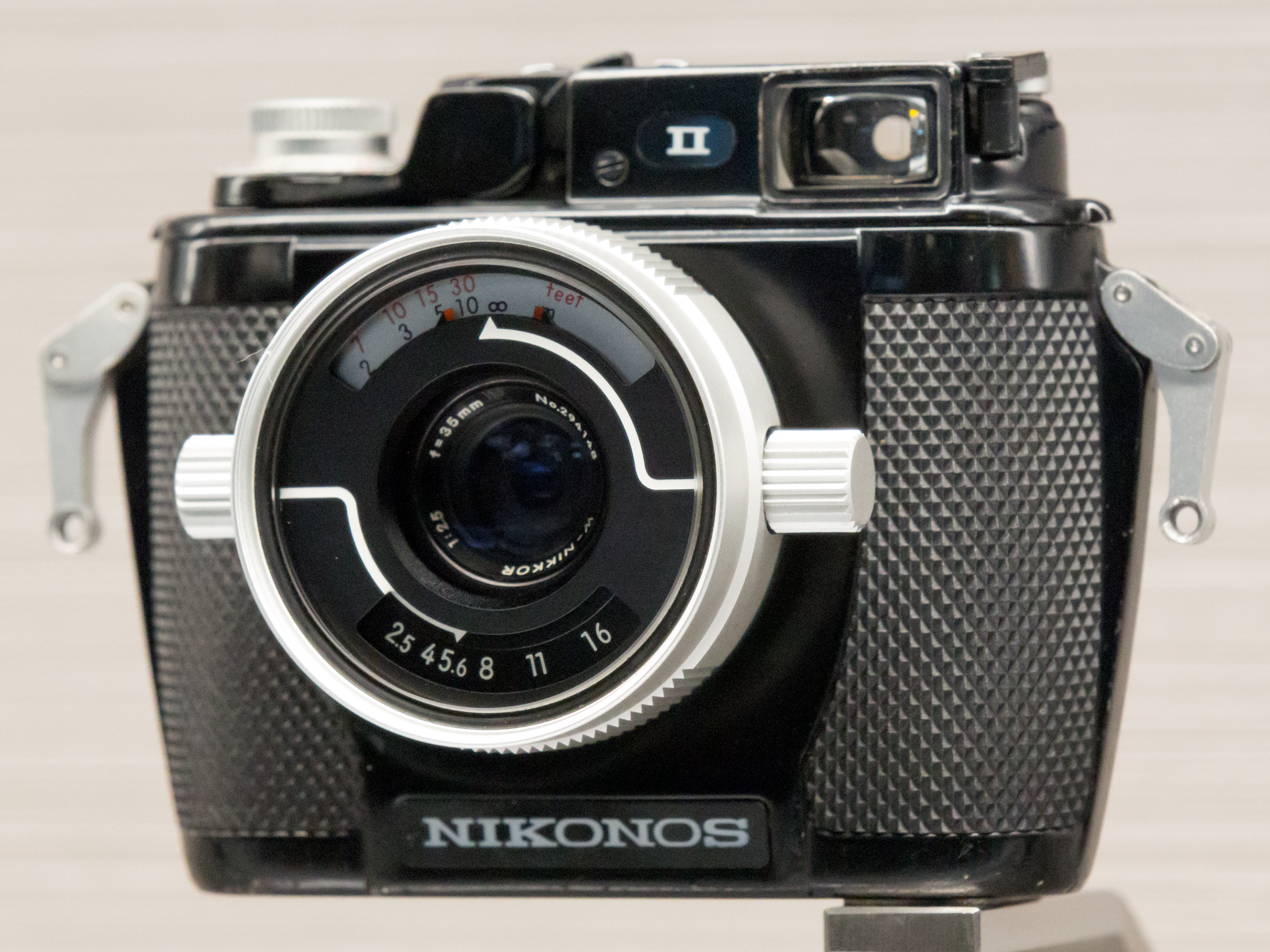
Nikonos II
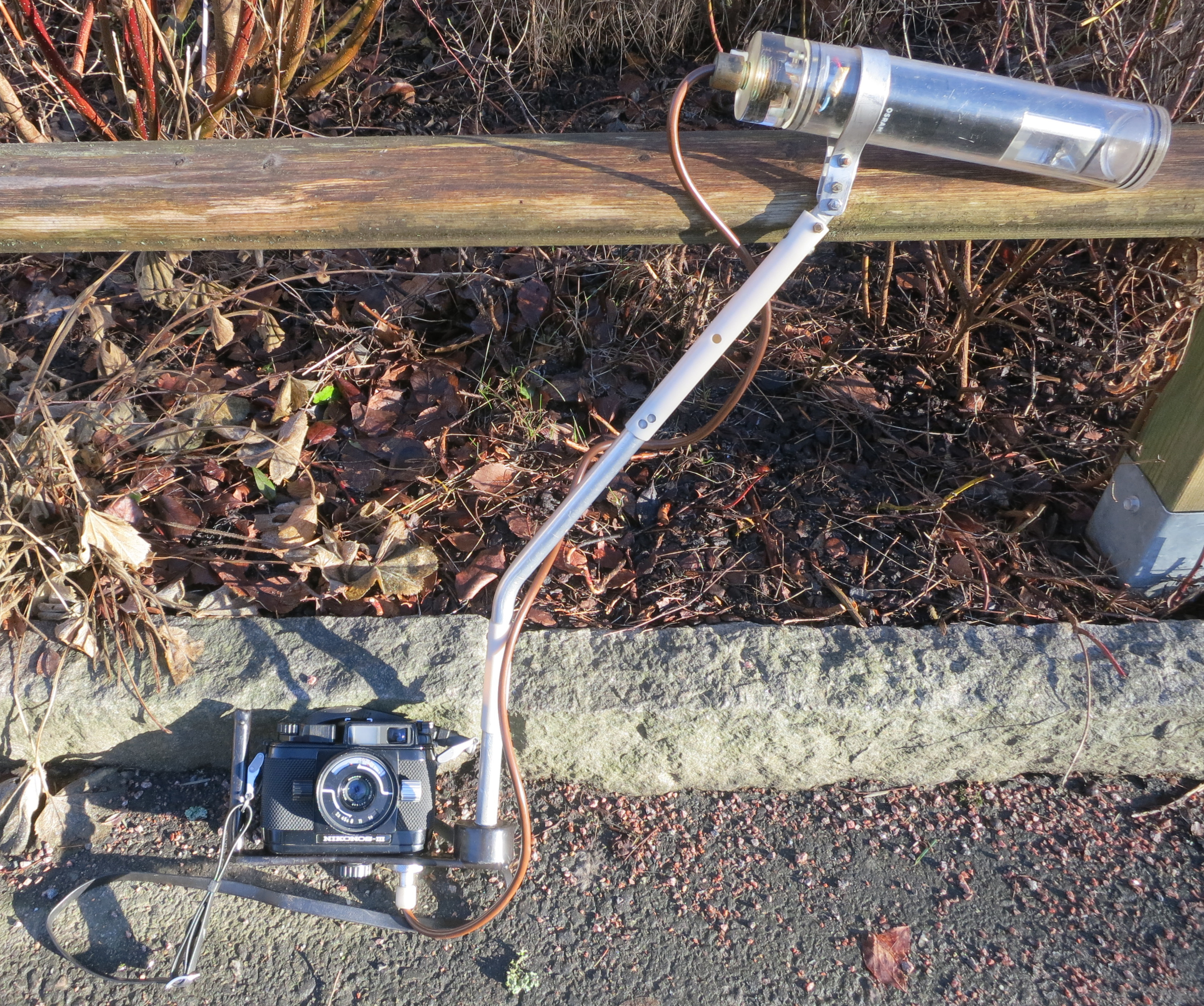
Nikonos III
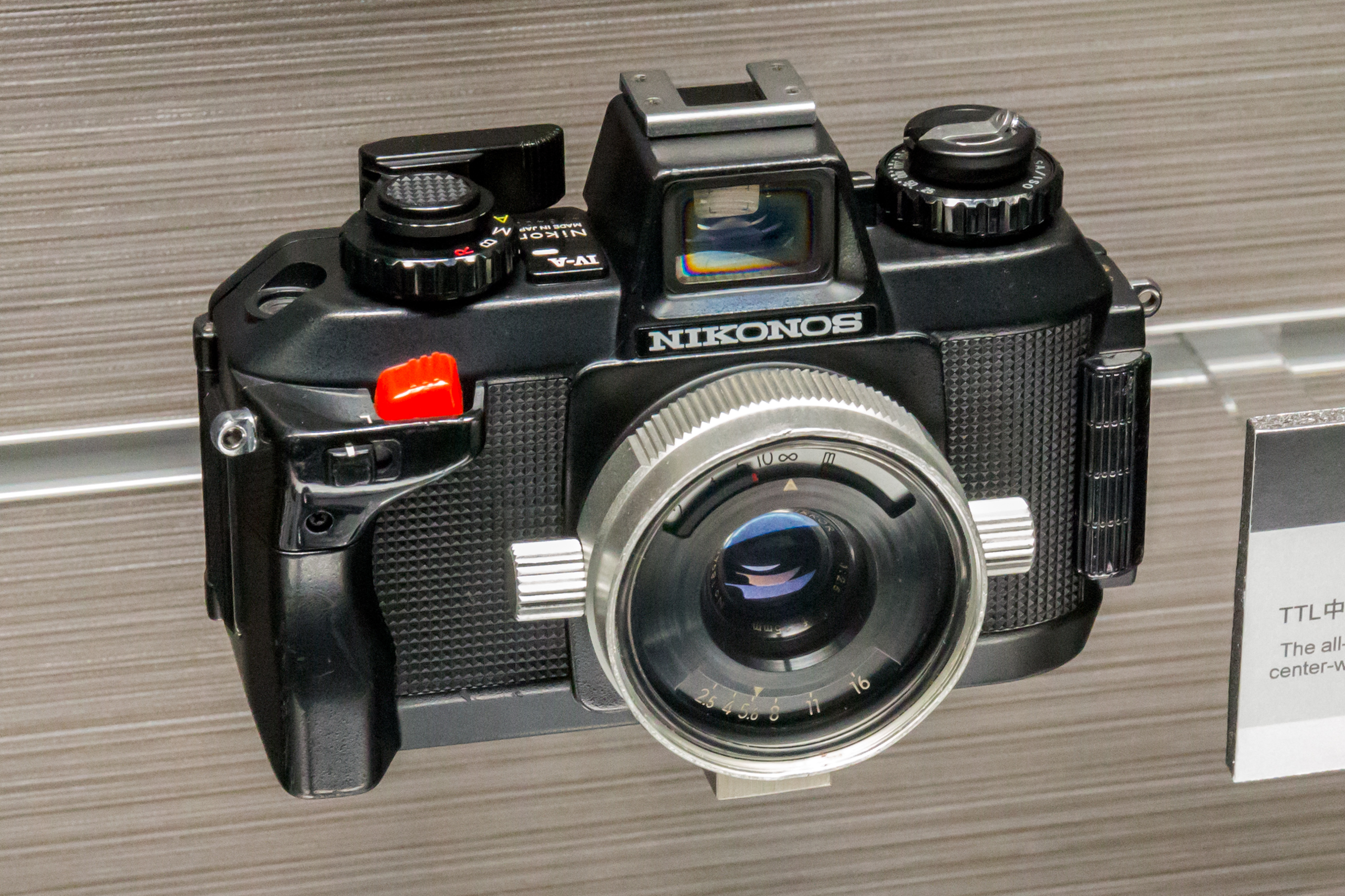
Nikonos IV-A
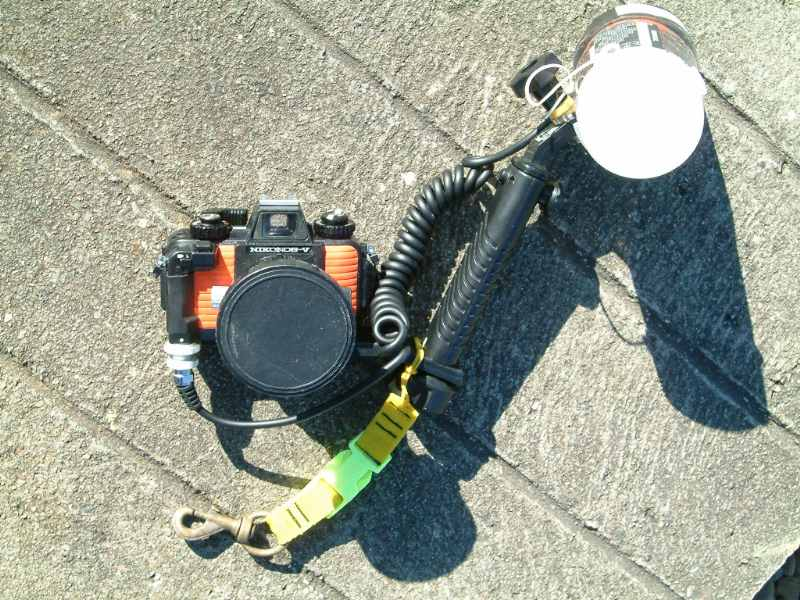
Nikonos V
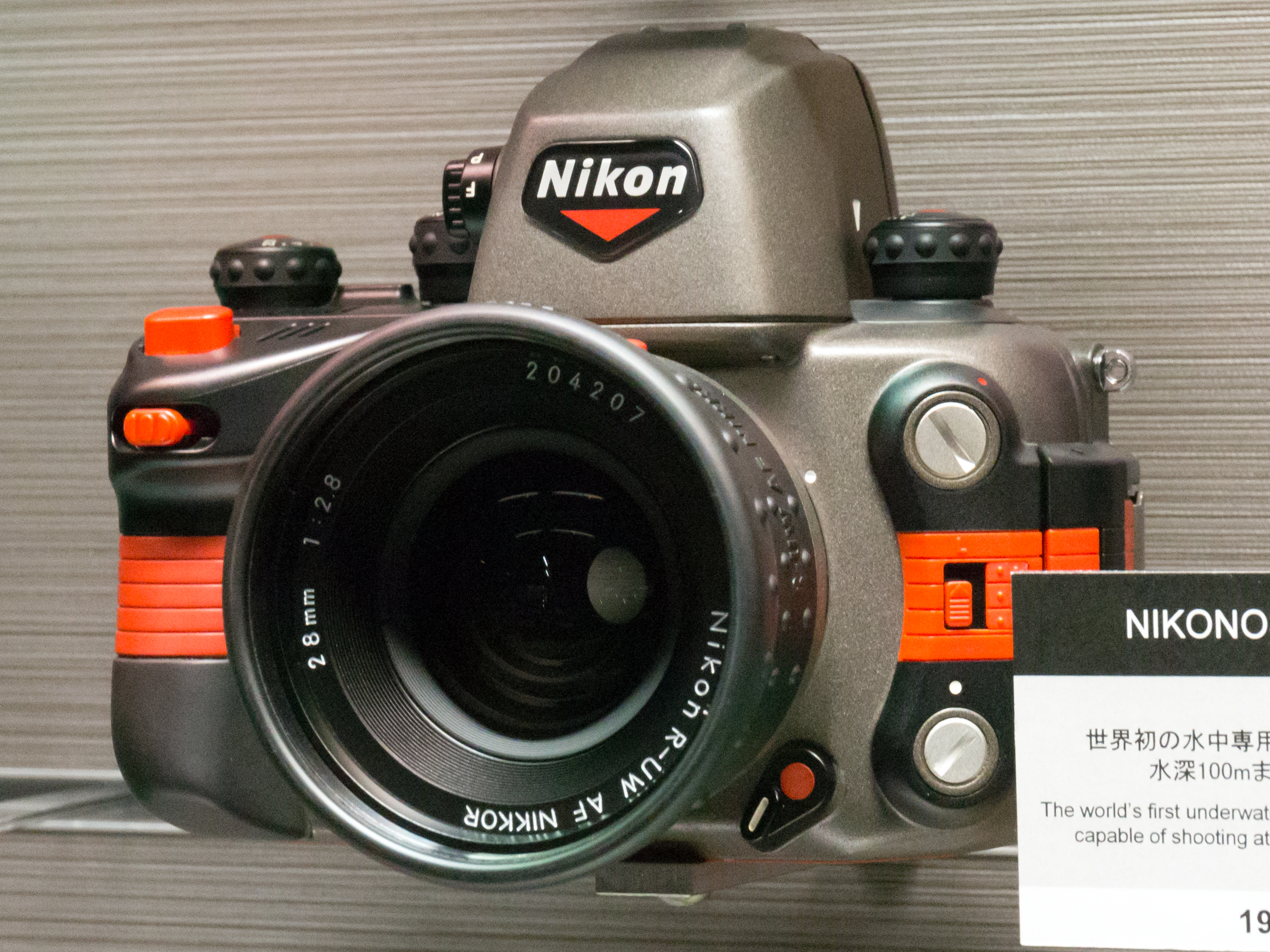
Nikonos RS